# ميلتون أنطونيو نونيز
ميلتون أنطونيو نونيز هو مدرب كرة قدم برازيلي، ولد في 13 نوفمبر 1966.